# Expedició 52
L'Expedició 52 va ser la 52a estada de llarga durada a l'Estació Espacial Internacional. Va començar oficialment el 2 de juny de 2017 10:47 UTC, amb el desacoblament de la Soiuz MS-03. La transferència de comandaments de l'Expedició 51 es va fer l'1 de juny de 2017.
A causa de la decisió de reduir el nombre de cosmonautes russos participants en 2017, només van viatjar dos membres de la tripulació Soiuz MS-04, que va portar la tripulació total de l'EEI a cinc persones. No obstant això, més tard es va decidir que Peggy Whitson es quedaria a bord més temps, transferint-se de l'expedició 51 per mantenir una tripulació completa de sis astronautes durant l'estiu, després de l'arribada de tres membres nous amb la Soiuz MS-05. L'Expedició 51 va finalitzar oficialment el 3 de setembre de 2017 11:47 UTC, amb el desacoblament de la Soiuz MS-04.

## Tripulació
| Posició            | Primera Part (1 de juny a juliol de 2017)  | Segona Part (Juliol a setembre de 2017)    |
| ------------------ | ------------------------------------------ | ------------------------------------------ |
| Comandant          | Fiódor Iurtxikhin, RSA Cinquè vol espacial | Fiódor Iurtxikhin, RSA Cinquè vol espacial |
| Enginyer del vol 1 | Jack Fischer, NASA Primer vol espacial     | Jack Fischer, NASA Primer vol espacial     |
| Enginyer del vol 2 | Peggy Whitson, NASA Tercer vol espacial    | Peggy Whitson, NASA Tercer vol espacial    |
| Enginyer del vol 3 |                                            | Randy Bresnik, NASA Segon vol espacial     |
| Enginyer del vol 4 |                                            | Sergey Ryazansky, RSA Segon vol espacial   |
| Enginyer del vol 5 |                                            | Paolo Nespoli, ESA Tercer vol espacial     |